# Gnophos culminans
Gnophos culminans är en fjärilsart som beskrevs av Turati 1930. Gnophos culminans ingår i släktet Gnophos och familjen mätare. Inga underarter finns listade i Catalogue of Life.